# Der Alchimist
Der Alchimist ist ein Roman des brasilianischen Schriftstellers Paulo Coelho. Er erschien 1988 unter dem Originaltitel O Alquimista. Die deutsche Erstausgabe erschien 1991 im Verlag Peter Erd. Der Roman verkaufte sich zwar gut, war aber lange nicht so erfolgreich wie in anderen Ländern. Der Zürcher Diogenes Verlag kaufte nach langen Verhandlungen die Hardcover- und Taschenbuchrechte. Im September 1996 erschien das Buch dann zum zweiten Mal in der heute bekannten Fassung, wobei bei den ersten Auflagen ein anderes Bild auf der Vorderseite des Schutzumschlags verwendet wurde, da die heutige Fotografie von Pascal Maître zu dieser Zeit noch für eine Werbekampagne von Geo verwendet wurde.

## Inhalt
Der junge Andalusier Santiago träumt seit seiner Kindheit davon, die weite Welt kennenzulernen. Um seinen Traum zu verwirklichen, widersetzt er sich dem Wunsch seines Vaters, Priester zu werden. Er wird Schafhirte.
Er träumt zweimal denselben Traum von einem Kind, das ihm einen Schatz bei den ägyptischen Pyramiden zeigt. „Erst die Möglichkeit, einen Traum zu verwirklichen, macht unser Leben lebenswert“, überlegt er und geht zu einer Traumdeuterin. Sie fordert ihn auf, nach Ägypten zu gehen und dem Kind im Traum zu vertrauen. Bei der Frage, wie er dorthin kommen soll, kann sie ihm nicht weiterhelfen. Für ihre Beratung fordert sie ein Zehntel des Schatzes. Danach trifft er einen alten Mann: Melchisedek, den König von Salem. Der König lehrt ihn, dass „unsere einzige Verpflichtung darin besteht, unseren persönlichen Lebensweg zu erfüllen“, und schenkt ihm zwei Steine: Urim und Thummim (3 Mos 8,8 ), um ihn stets daran zu erinnern, dass er sich seinen Traum erfüllen soll.
Santiago macht sich auf den Weg nach Ägypten. Kaum in Afrika angekommen, wird er von einem Dieb um sein Vermögen gebracht und beginnt bei einem Kristallwarenhändler zu arbeiten. Der Kristallwarenhändler hat den Traum, nach Mekka zu pilgern, aber er hat sich so an sein eintöniges, tristes Leben gewöhnt, dass ihn nur noch der Traum am Leben hält. Durch den Segen, den Santiago ihm beschert, wird er ganz traurig, weil er seinen Traum nicht verwirklicht hat. Nach fast einem Jahr hat der Jüngling genügend Geld gesammelt und setzt seine Reise zu den Pyramiden fort.
In einer Karawane durch die Wüste lernt er einen jungen Engländer kennen, der auf der Suche nach einem Alchimisten ist, der ihn lehrt, Blei in Gold zu verwandeln. Der Engländer sucht die universelle Zeichensprache im Studium der Bücher, statt die Zeichen um sich herum zu beachten. Der Engländer glaubt, dass es kein Glück oder Zufall gibt, sondern dass das Worte der universellen Sprache sind.
In der Karawane lernt Santiago einen Kameltreiber kennen, der bei einem Erdbeben alles verloren hat. Er lehrt ihn, dass niemand das Unbekannte fürchten muss, weil jeder Mensch das erreichen kann, was er will und was er braucht.
Während der Reise durch die Wüste ist Krieg zwischen den Wüstenstämmen ausgebrochen. In der Oase El-Fayum angekommen, müssen alle Männer ihre Waffen abgeben, weil die Oase ein neutraler Ort ist. Weil die Weiterreise verhindert ist, sucht Santiago gemeinsam mit dem Engländer den Alchimisten. Auf der Suche trifft er Fatima, die Liebe seines Lebens. Sie wünscht sich, dass er seinen Traum erfüllt und zu den Pyramiden reist, um seinen Schatz zu suchen.
Eines Abends sieht er zwei Sperber kämpfen und deutet den Kampf als einen Überfall auf die Oase. Er teilt seine Vision den Anführern der Oase mit, die daraufhin die Männer der Oase bewaffnen lassen. Falls sich die Vision nicht erfüllt, muss Santiago mit seinem Leben dafür bezahlen. In dieser Situation zeigt sich der Alchimist dem Jüngling und macht ihm Mut, weiter die Sprache der Welt zu suchen. Am nächsten Tag wird die Oase überfallen, aber die Angreifer werden besiegt und Santiago wird belohnt.
Seine Liebe zu Fatima wächst, fast möchte er seinen Traum aufgeben, um bei ihr bleiben zu können, aber der Alchimist ermuntert ihn, seinen persönlichen Weg weiterzugehen. Der Alchimist begleitet Santiago auf dem Weg durch die Wüste nach Ägypten, wobei Santiago lernt, immer besser auf die Zeichen (und) die Regungen des Herzens zu achten.
Er lernt allerdings auch, dass er, bevor er seinen Schatz findet, immer wieder vor neue Prüfungen gestellt wird. Sie werden von Kriegern überfallen und beraubt. Um freizukommen, muss sich Santiago in Wind verwandeln. Er taucht in die Weltenseele ein, wird für die Krieger zu Wind und taucht an einer anderen Stelle des Ortes wieder auf. Der Anführer der Krieger sieht hierbei die Gewaltigkeit Gottes. Davon beeindruckt, lässt sie der Anführer der Krieger frei und sie setzen ihre Reise fort. Ohne Geld zeigt ihm der Alchimist, wie aus Blei Gold gemacht wird, danach trennen sie sich.
Santiago zieht weiter zu den Pyramiden und findet die Stelle, die ihm das Kind im Traum gezeigt hat. Er beginnt zu graben und findet nichts, wird aber wieder von Räubern überfallen. Er erzählt den Räubern von seinem Traum. Ein Räuber erzählt ihm, dass er auch einen wiederkehrenden Traum hatte: Er träumte von einem Schatz in Andalusien bei einer Kirche, wo Hirten ihre Schafe hüten, und von einem Feigenbaum, der in der Sakristei wächst. Aber er sei nicht so blöd, für einen Traum die Wüste zu durchqueren. Dieser Ort ist ausgerechnet der Ort, an dem Santiago als Hirte den Traum wiederholt sah. Santiago wird alles klar: Das Leben steht demjenigen, der an seine Träume glaubt und bereit ist, sie zu verwirklichen, stets helfend zur Seite. Das ganze Universum wirkt darauf hin, dass aus Träumen Wirklichkeit wird. Mit anderen Worten: Das Geheimnis der Alchemie, Blei (Träume) in Gold (Wirklichkeit) zu verwandeln, ist die Erfüllung des persönlichen Lebensplans. Die Liebe ist das Element, das alles in der Weltenseele miteinander verbindet.
Er reist zurück nach Andalusien, gräbt den Schatz aus und macht sich auf den Weg zu Fatima, um sie dann zu heiraten. Er vergisst dabei nicht, der Wahrsagerin den Zehnten zu überbringen.

## Traditioneller Erzählstoff: Traum vom Schatz auf der Brücke
Die sich überkreuzenden Träume stammen aus einem seit dem hohen Mittelalter belegten, weit verbreiteten Erzählstoff (Aarne-Thompson-Uther 1645).

## Bemerkungen
Im Buch sind zwei Geschichten enthalten:
1. Zum Abschied erzählte König Melchisedek eine Geschichte: Ein Jüngling war auf der Suche nach dem Geheimnis des Glücks in den Palast eines Weisen gekommen. Der Weise hatte gerade keine Zeit, gab dem Jüngling aber einen Löffel mit zwei Tropfen Öl darauf und sagte ihm: Schau dich etwas um, aber verschütte nichts von dem Öl. Nach zwei Stunden trafen sie sich wieder und der Weise fragte: Hast du die Schönheit meines Palasts gesehen? Der Jüngling verneinte, also schickte ihn der Weise wieder durch den Palast. Diesmal schaute sich der Jüngling den Palast an. Als ihn jetzt der Weise wieder traf, musste er feststellen, dass er das Öl verschüttet hatte. Das Geheimnis des Glücks ist also, die Herrlichkeit der Welt zu sehen, ohne das Öl auf dem Löffel zu vergessen.
2. Bevor der Jüngling alleine weiter auf die Suche nach seinem Schatz geht, gibt der Alchimist ihm noch eine kleine Geschichte mit auf den Weg: Zur Zeit des Kaisers Tiberius lebte ein Mann, der zwei Söhne hatte. Der eine war Zenturio und der andere Dichter. Eines Nachts erschien dem Mann im Traum ein Engel und sagte ihm, dass die Worte eines seiner Söhne für alle Zeit weltbekannt würden. Kurze Zeit später starb der Mann und traf im Jenseits wieder auf den Engel. Er fragte den Engel, ob er wissen dürfe, welches der Gedichte seines Sohnes weltbekannt werde. Da zeigte ihm der Engel, dass nicht die Worte seines Sohnes des Dichters weltbekannt wurden, sondern die des Zenturios, des Hauptmanns von Kapernaum: Herr, ich bin nicht wert, dass du unter mein Dach gehst, sondern sprich nur ein Wort, so wird mein Knecht gesund. (Mt 8,8 LUT)

## Adaptionen
Der Saarländische Rundfunk produzierte 1997 eine Hörspielfassung des Romans in zwei Teilen mit einer Gesamtlänge von ca. 128 Minuten unter der Regie und der Bearbeitung von Alexander Schuhmacher. Das Hörspiel ist als Doppel-CD erhältlich. Im Jahre 2010 zeichnete der Bundesverband Musikindustrie das Hörspiel mit der Platinschallplatte für mehr als 250.000 verkaufte Exemplare aus.
Obwohl Warner Brothers bereits seit 1993 die Rechte an der Auswertung des Buches besaßen, gab es lange keine Filmadaption. Coelho hatte einem Drehbuchentwurf des Schauspielers Laurence Fishburne zugestimmt. Nachdem die Produktion nicht zustande kam, hat Coelho um 2005 eine Zeit lang vergeblich versucht, die Auswertungsrechte zurückzukaufen. Inzwischen ist Fishburne nicht mehr an der Produktion beteiligt, die vorübergehend auf Eis lag und nun von Kevin Frakes fortgeführt werden soll. Der Kinostart ist bisher nicht bekannt.

## Buchausgaben (Auswahl)
- Paulo Coelho: O Alquimista. Editora Rocca, Rio de Janeiro 1988.
- Deutsche Erstausgabe: Der Schatz der Pyramiden – oder die Reise ins Meister-Bewusstsein. Aus dem Brasilianischen von Cordula Swoboda Herzog. Peter Erd, München 1991, ISBN 3-8138-0208-6.
- Ergänzte Neuausgabe: Der Alchimist. Diogenes, Zürich 1996; als Taschenbuch ebd. 2008, ISBN 978-3-257-23727-6.